# Oberlausitzer Pönfall
De Oberlausitzer Pönfall is door de Boheemse koning Ferdinand I in de zomer van 1547 opgelegde straf (Pönfall) voor de zes tot de Oberlausitzer zesstatenbond behorende steden (Bautzen, Görlitz, Kamenz, Lauban, Löbau en Zittau).